# 103-й батальон шуцманшафта
103-й батальон шуцманшафта (нем. 103. Batalion Schutzmannschaft / Schutzmannschafts Bataillon 103 / Ukrainian Schuma, укр. 103-й батальйон шуцманшафту)— коллаборационистское шуцманшафт-подразделение немецкой вспомогательной охранной полиции (нем. Schutzpolizei), сформированное в 1942 году в Мацееве на Волыни.

## История
По замыслу украинских националистов, подразделение должно было стать ядром «украинской армии». Командующим с немецкой стороны был майор Штерн, а с украинской — майор Рудник. 10 сентября 1942 года батальон принял участие в расстреле 1512 евреев из гетто в Турийске.
В марте 1943 года Мацеев атаковали отряды УПА, все бойцы батальона дезертировали и присоединились к нападавшим. Инициатором дезертирства был Иван Клымчак (Лысый), который позднее командовал истреблением польского населения в Воле Островецкой и Островках. Климчак возглавил сначала сотню, а потом и курень УПА под названием «Буг», сформированный из его бывших сослуживцев. Некоторое время курень пребывал в районе Луцк — Торчин, далее перебрался в Цуманский район Волынской области.
По словам польского историка Гжегожа Мотыки, тем же летом батальон был восстановлен, но вновь его бойцы дезертировали и присоединились к УПА.